# Amen (film 2023)
Amen è un film del 2023 diretto da Andrea Baroni.

## Trama
Tre sorelle cresciute in un casolare dal padre e dalla nonna scoprono col passare del tempo che tutti gli insegnamenti religiosi dati quando erano piccole non faranno altro che appagare la voglia di trasgressione e la scoperta di se stesse.

## Distribuzione
Il film è stato presentato in anteprima il Torino Film Festival nel 2023 e distribuito il 27 giugno 2024 nelle sale cinematografiche italiane.